# Иван Суботић
Иван Суботић (Београд, 1893 — Њујорк, 1973) био је српски и југословенски дипломата. Суботић је био стални делегат Краљевине Југославије при Друштву народа у Женеви, 1935−1939; члан делегације Краљевине Југославије на XV, XVI, XVII, Специјалном заседању Скупштине сазване у циљу разматрање захтева Краљевине Египат за пријем у Друштво народа, XVIII и XIX заседању Скупштине Друштва народа; на заседањима Савета Друштва народа: 103, 104. и 105.

## Биографија
После завршене основне школе и гимназије у родном граду, студирао је права у Београду, и Бечу до почетка Првог светског рата. После 1918. наставио је школовање у Паризу и Лозани до 1920. године. Докторирао је на Правном факултету у Лозани 1926, на теми: "Утицај распада Аустро-Угарске на држављанство њених грађана". Током боравка у Лозани напоредо је студирао и друштвене и политичке науке, а био је и председник Удружења југословенски студената у Швајцарској.
Учествовао у балканским ратовима као добровољац у Српској војци. Био је учесник Првог светског рата прво као ђак војни обвезник а потом као резрвни коњички поручник.  У ратовима су учествовали и његов отац Војислав и стриц Дејан.

#### Међуратни период
Иван Суботић је примљен у службу Министарства иностраних дела Краљевине Срба, Хрвата и Словенаца у звању писара 16. јула 1920. године. Као добар познавалац међународног права, и због доброг знања француског, немачког и енглеског језика, био је на служби у министарству и често је постављан за члана југословенских делегација за преговоре са: Аустријом (1923), Италијом (1924), Грчком (1927. и 1929), Румунијом и обе чланице Малом антантом (1930) и у Међународној дунавској комисији (1924).  Као в.д. шефа IV одсека Правног одељења Министарства иностраних послова, био је и руководилац курсева за усавршавање чиновника МИП, који су установљени правилником од 27. септембра 1930. године. 
Министар иностраних послова Милан Стојадиновић га је преместио за саветника Сталне делегације при Друштву народа у Женеви, јула 1935. године. Унапређен је за сталног делегата децембра 1936. године. Милан Стојадиновић га је изабрао за личног изасланика за преговоре са Италијаним који су резултирали потписивањем Пакта о вечном пријатељству, марта 1937. године. На том послу радио је током зиме 1936/1937. године.   
Нови министар иностраних послова Александар Цинцар-Марковић га је преместио за посланика у Анкари, марта 1939, али нову дужност није преузео јер је премештен за посланика у Лондону маја исте године.

#### Други светски рат и послератна емиграција
После пораза Краљевине Југославије у Априлском рата, Иван Суботић је са положаја посланика у Лондону стављен на располагање указом од 4. августа 1941. године. Решењем Министарског савета од 12. августа исте године, постављен је за краљевског делегата при Црвеном крсту Сједињених Америчких Држава. Тај посао је обављао до децембра 1943. године, када је постављен за члана Комисије за Италију. Међутим, услед различитих здравствених проблема које је имао током исте године, није био у могућности да прихвати нову дужност.
Иван Суботић је био професор на Правном факултету у Њујорку, такође је био потпредседник Адвокатске коморе Сједињеиних Америчких Држава и на тој позицији је остао до своје смрти (1973).

#### Породичне прилике
Био је син јединац чувеног српског хирурга Војислава Суботића, једног од оснивача и професора Медицинског факултета у Београду, и унук чувеног српског правника, политичара и песника Јована Суботића
Иван је био у браку Анком Гођевац Суботић. Анка је била прва жена доктор права на Београдском Универзитету. Рођена је 1890. године у Књажевцу, а преминула је 1983. године у Њујорку. Иван и супруга Анка су сахрањени у породичној гробници породице Суботић на Земунском гробљу, где су сахрањени и Иванови родитељи као и његов деда Јован Суботић.